# 로버트 배서스트
로버트 배서스트(Robert Bathurst, 1957년 2월 22일 ~ )는 잉글랜드의 배우이다.

## 출연 작품
- 뮌헨: 전쟁의 문턱에서 (2021)
- 아가사 레이즌 (2016)
- 미래경찰 (2015)
- 앱솔루틀리 애니씽 (2015)
- 대지의 기둥 (2010)
- 엠마 (2009)
- 씨프 로드 (2006)
- 스쿠프 (2006)
- 더 세이프 하우스 (2002)
- 혼블로워 - 이븐 찬스 (1998)
- 캐티 21살의 비망록 (1991)
- 다이아몬드 (1988)